# طيران سما
طيران سما شركة طيران سعودية سابقة، كانت تعمل بنظام الطيران منخفض التكلفة، وتعتبر ثاني شركة طيران تعمل بنظام الطيران الاقتصادي في السعودية بعد شركة طيران ناس، حيث تأسست الشركة في مايو 2007، ومقرها الرئيسي في مدينة الدمام، واتخذت من مطار الملك فهد الدولي مركزاً لعملياتها. وفي 24 من شهر أغسطس 2010 أوقفت الشركة جميع رحلاتها معلنة إفلاسها.

## نبذة تاريخية
تأسست شركة طيران سما بواسطة عدد من المستثمرين الافراد والشركات، وبدأت أعمالها لخدمة الطيران الداخلي بعد حصولها على تصريح كناقل وطني وذلك في شهر مايو 2007. وبدعم إدارة وتشغيل من قبل شركة مانجو للطيران البريطانية. حيث تتولى مانجو أعمال التشغيل وتأسيس أعمال الشركة، تقوم طيران سما باستخدام طائرات بوينغ 300-737 تم استئجارها من أكبر الشركات المؤجرة للطائرات، وتخضع لأعلى المقاييس الدولية المتعلقة بالصيانة من قبل شركة.لوفت هانزا "lufthansa-technik"
وفي 24 من شهر أغسطس 2010 أوقفت الشركة جميع رحلاتها معلنة أفلاسها.

## الوجهات

### أفريقيا
- مصر
  - الإسكندرية (مطار برج العرب الدولي).
  - أسيوط (مطار أسيوط الدولي).
- السودان
  - الخرطوم (مطار الخرطوم الدولي)

### آسيا
- السعودية اغلقت
  - الدمام (مطار الملك فهد الدولي). [مركز العمليات]
  - جدة (مطار الملك عبد العزيز الدولي).
  - الرياض (مطار الملك خالد الدولي).
  - أبها (مطار أبها الإقليمي).
- لبنان
  - بيروت (مطار بيروت رفيق الحريري الدولي).
- سوريا
  - دمشق (مطار دمشق الدولي).
  - حلب (مطار حلب الدولي).
- الأردن
  - عمان (مطار الملكة علياء الدولي).
- الإمارات العربية المتحدة
  - الشارقة (مطار الشارقة الدولي).

## الأسطول
أسطول طيران سما
| نوع الطائرة   | المجموع | عدد الركاب (الدرجة الاقتصادية) | ملاحظات            |
| ------------- | ------- | ------------------------------ | ------------------ |
| بوينغ 737-300 | 6       | 148                            | خطوط قصيرة ومتوسطة |

## ايقاف الخدمات مؤقتا
نظرا للأزمة المالية التي تمر بها شركة طيران سما تم إيقاف مؤقت لجميع الرحلات اعتباراً من 24 أغسطس 2010 وتسريح جميع العاملين بها وإلى أجل غير مسمى.

## وصلات خارجية
- الموقع الرسمي لطيران سما
- تفاصيل أسطول طيران سما